# Ceplenița
Ceplenița est une commune roumaine située dans le județ de Iași.